# Colopisthus parvus
Colopisthus parvus är en kräftdjursart som beskrevs av Richardson 1902. Colopisthus parvus ingår i släktet Colopisthus och familjen Cirolanidae. Inga underarter finns listade i Catalogue of Life.